# Романовское (Пологовский район)
Романовское (укр. Романівське) — село,
Тарасовский сельский совет,
Пологовский район,
Запорожская область,
Украина.
Код КОАТУУ — 2324286803. Население по переписи 2001 года составляло 197 человек.

## Географическое положение
Село Романовское находится на левом берегу реки Вербовая,
выше по течению на расстоянии в 3 км расположено село Андреевское,
ниже по течению на расстоянии в 2,5 км расположено село Вербовое.
Река в этом месте пересыхает, на ней сделана запруда.
Через село проходит автомобильная дорога Т-0401.

## История
- 1922 год — дата основания.